# Ndungu-Stausee
Der Ndungu-Stausee (auch Kalemawe-See) liegt im Norden Tansanias, in der Region Kilimandscharo.

## Beschreibung
Der Stausee liegt in einer Höhenlage von 500 Metern und wird vom Mkomazi durchflossen. Er hat lokal eine große Bedeutung für die Bewässerung der umliegenden Reisfelder und für den Fischfang. Der See wurde 1956 von der britischen Kolonialregierung errichtet, um eine Lebensgrundlage für die 1951 aus dem heutigen Mkomazi Game Reserve vertriebenen Hirten zu schaffen. Dazu wurde am südlichen Ende des Kadando-Sumpfes ein Damm errichtet.
Der See sammelt das Wasser der drei Flüsse Nakombo, Hingilili und Yongoma.
Im Höchststand hat der See eine Größe von 800 ha bei einer Stauhöhe von 520 Meter über dem Meeresniveau.
Der See ist inzwischen auf die Hälfte seiner ursprünglichen Größe geschrumpft, was vor allem auf Überweidung, extensive Bewässerung und Abholzung und die daraus folgende Erosion zurückzuführen ist.